# Markus Einberger
Markus Einberger (* 5. Februar 1964) ist ein ehemaliger österreichischer Hochspringer.
Bei den Leichtathletik-Europameisterschaften 1986 in Stuttgart und bei den Leichtathletik-Weltmeisterschaften 1987 in Rom schied er in der Qualifikation aus.
Je viermal wurde er österreichischer Meister im Freien (1985, 1987–1989) und in der Halle (1984, 1985, 1988, 1989).

## Persönliche Bestleistungen
- Hochsprung: 2,28 m, 18. Mai 1986, Schwechat (österreichischer Rekord)
  - Halle: 2,24 m, 16. Februar 1985, Wien (österreichischer Rekord)